# Jevnica
Jevnica – wieś w Słowenii, w gminie Litija. W 2018 roku liczyła 409 mieszkańców.
W miejscowości jest przystanek kolejowy Jevnica.